# Apolinaria
Apolinaria is een geslacht van rechtvleugeligen uit de familie sabelsprinkhanen (Tettigoniidae). De wetenschappelijke naam van dit geslacht is voor het eerst geldig gepubliceerd in 1950 door Rehn.

## Soorten
Het geslacht Apolinaria  is monotypisch en omvat slechts de volgende soort:
- Apolinaria hygracantha (Karsch, 1896)